# Sōsō no Frieren
Sōsō no Frieren (葬送のフリーレン, Sōsō no Furīren), conhecido no Brasil como Frieren e a Jornada para o Além e em Portugal como Frieren, é uma série de mangá japonesa escrita por Kanehito Yamada e ilustrada por Tsukasa Abe, sendo publicada pela revista Weekly Shōnen Sunday da Shogakukan desde abril de 2020, com capítulos compilados em 14 volumes de tankōbon até março de 2025. Em dezembro de 2023, o mangá tinha mais de 17 milhões de cópias em circulação. Em 2021, ganhou o 14° Mangá Taishō e o Prêmio Novo Criador do 25° Prêmio Cultural Anual Tezuka Osamu.

## Mídia

### Mangá
A obra é escrita por Kanehito Yamada [ja] e ilustrada por Tsukasa Abe [ja]. A série começou na revista de mangá shōnen da Shogakukan, Weekly Shōnen Sunday, em 28 de abril de 2020. Em janeiro de 2023, foi anunciado que o mangá entraria em um hiato, e foi retornou em março do mesmo ano. A Shogakukan reuniu seus capítulos em tankōbon individuais. O primeiro volume foi publicado em 18 de agosto de 2020. Em 18 de março de 2025, catorze volumes foram lançados.

### Anime
Em setembro de 2022, foi anunciado na capa do nono volume do mangá que a série receberia uma adaptação para anime. Mais tarde, foi revelado que era uma série de televisão produzida por Madhouse e dirigida por Keiichirō Saitō, com roteiros supervisionados por Tomohiro Suzuki, design de personagens feito por Reiko Nagasawa e música composta por Evan Call. A série estreou com um especial de duas horas em 29 de setembro de 2023 no bloco de programação Kin'yō Road Show [ja] da Nippon TV (que geralmente é reservado para longas-metragens), sendo a primeira série de anime a fazê-lo. A série terá duração de dois cours consecutivos. Yoasobi cantou o primeiro tema de abertura "Yūsha" (勇者, "Hero"), enquanto Milet cantou o tema de encerramento "Anytime Anywhere". Milet também cantou a música tema de encerramento do primeiro episódio, "Bliss". Yorushika apresentará a segunda música tema de abertura "Hareru" (晴る).

#### Mangá
- Site oficial do mangá em Web Sunday (em japonês)
- Frieren: Beyond Journey's End (mangá) na enciclopédia do Anime News Network (em inglês)

#### Anime
- Site oficial do anime (em japonês)
- Frieren e a Jornada para o Além na Crunchyroll